# Иваницкий, Кароль Людвигович
Кароль Людвигович Иваницкий (пол. Karol Iwanicki; 6 сентября 1870, Таганча — 1940 или 1941) — русский  и польский архитектор и исследователь архитектуры. Член Ассоциации польских архитекторов (Люблинское отделение; до 1939 г.). Председатель Ассоциации польских архитекторов в Киеве.

## Биография
Кароль Людвигович Иваницкий родился 6 сентября 1870 года в селе Таганча, Киевской губернии Российской империи.
В 1894 году окончил Львовский политехнический институт. С 1894 по 1919 год работал внештатным архитектором в Киеве. Проживал в Киеве по ул, Владимирская, 20/1. В своих работах использовал формы классицизма.
В 1909 и в 1910 году обследовал и создал проект реставрации Луцкого замка. Данные исследования были впоследствии в 1925 году опубликованы в Польше в статье «Луцк и замок в Луцке». После распада Российский империи переехал в Польшу, где в 1920—1930-х издал ряд работ по истории архитектуры. В январе 1919 года архитектор переехал в Варшаву, где работал архитектором железной дороги.
Впоследствии он переехал в Люблин. С 1920 по 1923 год был городским архитектором и начальником архитектурно-строительного отдела Управления общественных работ Люблинского воеводства в Люблине. В то же время он читал лекции по истории польской эстетической культуры на курсах для учителей начальных классов. С 1923 по 1925 год работал директором общественных работ в Люблине. С 1925 года был назначен заведующим архитектурным отделом Варшавского воеводства в Варшаве. В качестве руководителя архитектурного отдела Варшавского воеводства он выполнил 62 проекта.
Умер в 1940 году.

## Основные реализованные проекты
- Кладбищенская часовня в Чехельнике близ Ольхополя (1894)[7];
- Монастырь Доминиканов в Служеве в Варшаве[7];
- Дом кадетского корпуса в Сумах (1898)[2][3];
- Жилой дом Елизаветы Крушевской на ул. Б. Хмельницкого, 32 в Киеве (1912)[2][3] — памятник архитектуры (охранный номер 37);
- Костел святой Анны в Проскурове (ныне не сохранился, располагался недалеко от нынешнего главного входа в городской парк им. М. Чекмана; утрачен в 1930-е годы)[4];
- Жилые дома в Киеве[4];
- Католическая больница имени Станислава-Кароля Сирочинського в Киеве (1914) — ныне Институт нейрохирургии, ул. Платона Майбороды, 32[4];
- Дворянский банк в Ровно[4];
- Костлы и часови[4];
- Десять барских усадеб в селах Киевщины, Волыни и Подолья[4] (среди них Усадебный дом в Буках, Украина[12]);
- Здание посольства Республики Польша в Анкаре (Турция)[4] (1925-29);
- Помещение консульства в Берлине (Германия)[4];
- Помещение консульства в Бухаресте (Румыния)[4];
- Помещение консульства в Вене (Австрия)[4];
- Монастырь ордена Братьев меньших Капуцинов в Люблине[4];
- Филиал Российского государственного банка в Ровно[4];
- Учебный институт им. В. Калинки в Жолибоже в Варшаве[4].

## Публикации
- Сельское строительство, Киев (1916—1917)[7];
- Iwanicki, Karol. Budownictwo wiejskie : poradnik przy wznoszeniu zabudowań na wsi. — Warszawa, 1917. — P. 268.
- Katedra w Kamieńcu (Кафедральный собор в Каменце-Подольском) (1930)[7].
- Iwanicki, Karol. Kościoły i kaplice w Kijowie. — Warszawa : Drukarnia Samorz. Instytutu Wydawniczego, b.w., 1931.

## Награды
- Офицерский крест Ордена Возрождения Польши[7].